# Hedda Koppé

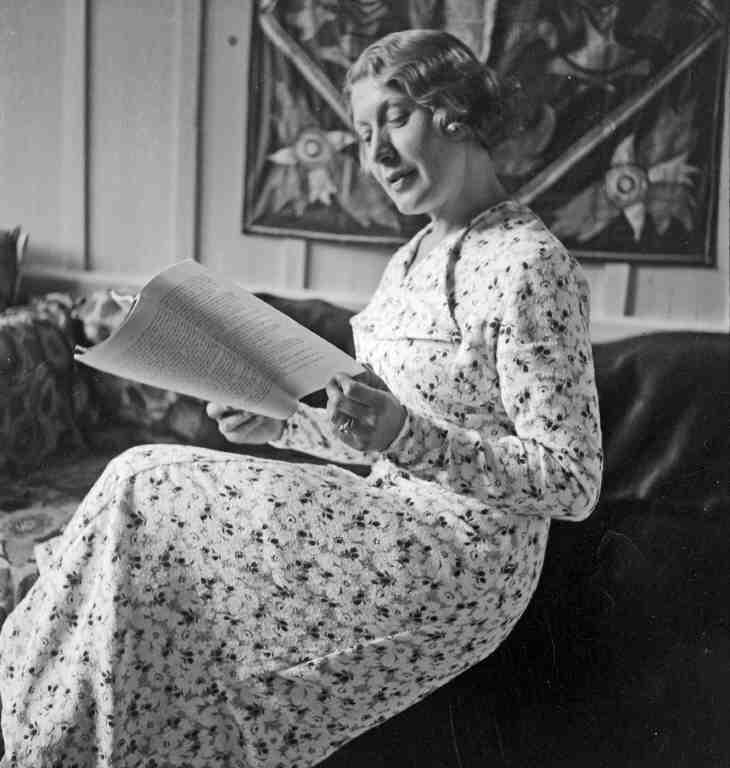
Hedda Koppé (1934)

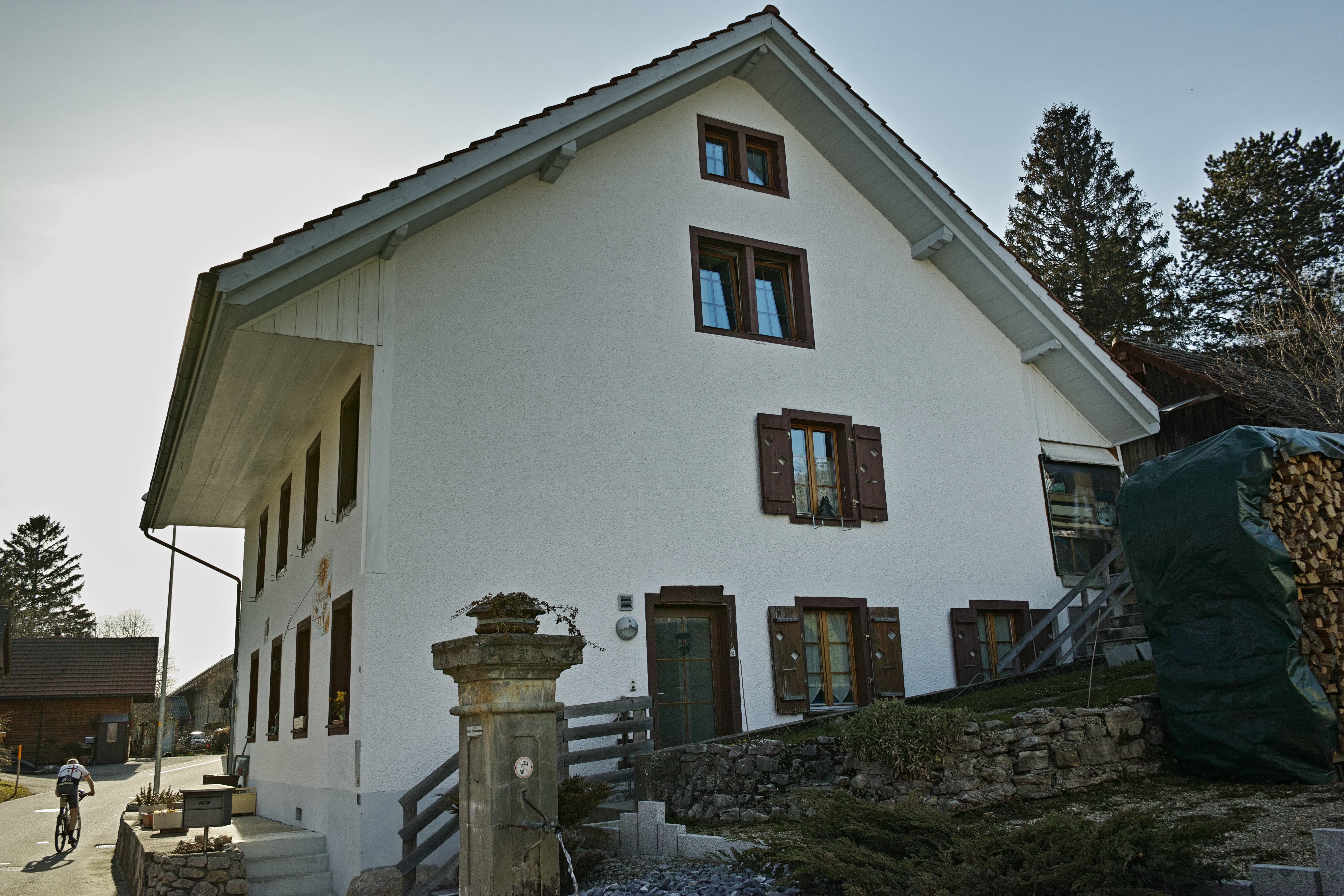
«Hedda-Koppé-Haus» in Farnern BE

Hedda Koppé (* 7. Dezember 1896 in Biel als Hedwig Kopp; † 20. April 1990 in Bern) war eine Schweizer Schauspielerin.

## Leben
Hedwig Kopp wurde Lehrerin und studierte Literatur an der Universität Bern. Ihr erstes Engagement als Schauspielerin hatte sie am Stadttheater Bern, danach wurde sie Mitglied im Ensemble des Berner Heimatschutztheaters. Noch während des Ersten Weltkriegs wechselte sie nach Kaiserslautern. Über das Stadttheater St. Gallen nahm sie dann am Wiener Akademietheater ihr nächstes Engagement an, wo die Minna von Barnhelm zu ihrem grössten Erfolg wurde. Sie kehrte darauf wieder in die Schweiz zurück, ins Freilichttheater Hertenstein.
1922 versuchte Kopp in den Vereinigten Staaten ein Engagement zu finden. Sie bereiste das Land als Alleinunterhalterin, spielte in Stummfilmen mit und trat unter dem Künstlernamen Betty Benson in Chicago und New York auf. Als sie nach Kanada weiterzog, nahm sie den Künstlernamen Hedda Koppé an. Nachdem sie in die Schweiz zurückgekehrt war, heiratete sie, arbeitete wieder als Lehrerin und trat nur selten auf.
Im Jahr 1954 wurde Hedda Koppé für die Rolle der Glunggenbäuerin in Franz Schnyders Gotthelf-Verfilmung Uli der Knecht engagiert. Sie spielte auch in der Fortsetzung Uli der Pächter aus dem Jahr 1955 mit. Für ihre Verkörperung der Glunggenbäuerin erhielt sie 1958 den Filmpreis der Stadt Zürich. Im selben Jahr spielte sie die Ammännin in Die Käserei in der Vehfreude, sowie 1960 die Hebamme in Anne Bäbi Jowäger, beides weitere Gotthelfverfilmungen Schnyders. Daneben spielte sie gelegentlich am Theater und fürs Fernsehen.
Ihren Lebensabend verbrachte Hedda Koppé im bernischen Farnern am Jurasüdhang. Das «Hedda-Koppé-Haus» an der Dorfstrasse in Farnern trägt heute eine Informationstafel der «Pro Jura Bipperamt» als Sehenswürdigkeit. Sie starb in einem Pflegeheim in Bern und wurde in Zürich beerdigt.